# Ochina latrellii
Ochina latrellii là một loài bọ cánh cứng bản địa của châu Âu và Cận Đông. Ở châu Âu, nó được tìm thấy ở ly in Áo, Bỉ, Croatia, Cộng hòa Séc, Chính quốc Pháp, Đức, mainland Hy Lạp, Hungary, Chính quốc Ý, România, Sardegna, Slovakia, Chính quốc Tây Ban Nha, Thụy Sĩ, Ukraina và Nam Tư.